# Ravi Kahlon

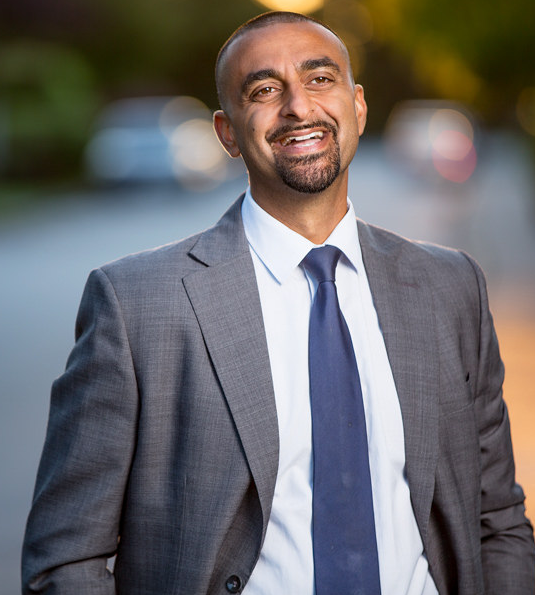
Ravi Kahlon, 2016

Ravinder „Ravi“ Kahlon (* 15. Mai 1979 in Victoria, British Columbia) ist ein kanadischer Politiker und Hockeyspieler. Seit 2017 ist er Abgeordneter der Legislativversammlung von British Columbia für den Wahlkreis Delta Nord. Seit 2022 ist er Minister für Wohnungsbau in British Columbia. Als Hockeyspieler hat er Kanada bei mehreren internationalen Veranstaltungen vertreten, darunter bei den Olympischen Sommerspielen 2000 und 2008.

## Frühes Leben
Kahlon wurde in Victoria, British Columbia, geboren und wuchs dort auf. Seine Eltern stammen aus Punjab, sein Vater war Sägewerksarbeiter. Im Alter von 7 Jahren wurde er von seiner Familie an das Feldhockey herangeführt und begann im Alter von zwölf Jahren als Verteidiger in der Victoria League zu spielen. Mit sieben Jahren begann er Hockey zu spielen. Während seiner Schulzeit spielte er auch Basketball.
1999 wurde er für die kanadische U-21-Hockeynationalmannschaft ausgewählt. Im Jahr 2000 wurde er Kapitän der U-21-Mannschaft. Im selben Jahr erzielte er seine ersten Länderspiele für die Kanadische Hockeynationalmannschaft in einem Spiel gegen Malaysia.
Kahlon spielte für die Nationalmannschaft bei den Olympischen Spielen 2000, wo Kanada den zehnten Platz belegte. Nachdem sich Kanada nicht für die Olympischen Spiele 2004 qualifiziert hattem, war Kahlon nochmals bei den Olympischen Spielen 2008 Teil des kanadischen Hockeykaders, der den zehnten Platz belegte.
Kahlon nahm auch mit der Hockeynationalmannschaft an den Commonwealth Games 2002 teil und belegte dort den sechsten Platz. 2006 erreichte er mit der Mannschaft den neunten Platz. Bei den Panamerikanischen Spielen 2003 gewann Kahlon eine Silbermedaille, als die Nationalmannschaft den zweiten Platz belegte. 2007 folgte der Gewinn der Goldmedaille.
Am Ende seiner Hockeykarriere bestritt Kahlon mehr als 130 Länderspiele für Kanada. Nach seinem Rücktritt vom Hockey begann er eine Karriere im Bankwesen.

## Politische Karriere
Im Oktober 2016 kündigte Kahlon an, dass er bei der kommenden Provinzwahl 2017 für die Legislativversammlung von British Columbia im Wahlkreis Delta Nord kandidieren werde.
Am 9. Mai 2017 besiegte Kahlon den amtierenden Liberalen Scott Hamilton mit über 2000 Stimmen. Im Juli 2017 ernannte der Premierminister von British Columbia, John Horgan, Kahlon zum Provinzsekretär für Sport.
Bei der Wahl zum Parteivorsitzenden der föderal Neuen Demokratischen Partei 2017 unterstützte Kahlon Jagmeet Singh. Im Oktober 2017 wurde Singh mit 53,83 % der Stimmen zum Vorsitzenden der nationalen Partei gewählt und besiegte Charlie Angus, Niki Ashton und Guy Caron.
Bei der Provinzwahl 2020 wurde Kahlon mit 56,78 Prozent der Stimmen wiedergewählt. Kurz darauf wurde er zum Minister für wirtschaftliche Entwicklung ernannt.
Als David Eby die Nachfolge von Horgan als Premierminister von British Columbia antrat, wurde Kahlon 2022 zum Minister für Wohnungsbau ernannt. Bei der Provinzwahl 2024 wurde Kahlon mit 10.685 Stimmen (52,53 %) zum dritten Mal wiedergewählt.